# Приходы и церкви Екатеринбургской епархии

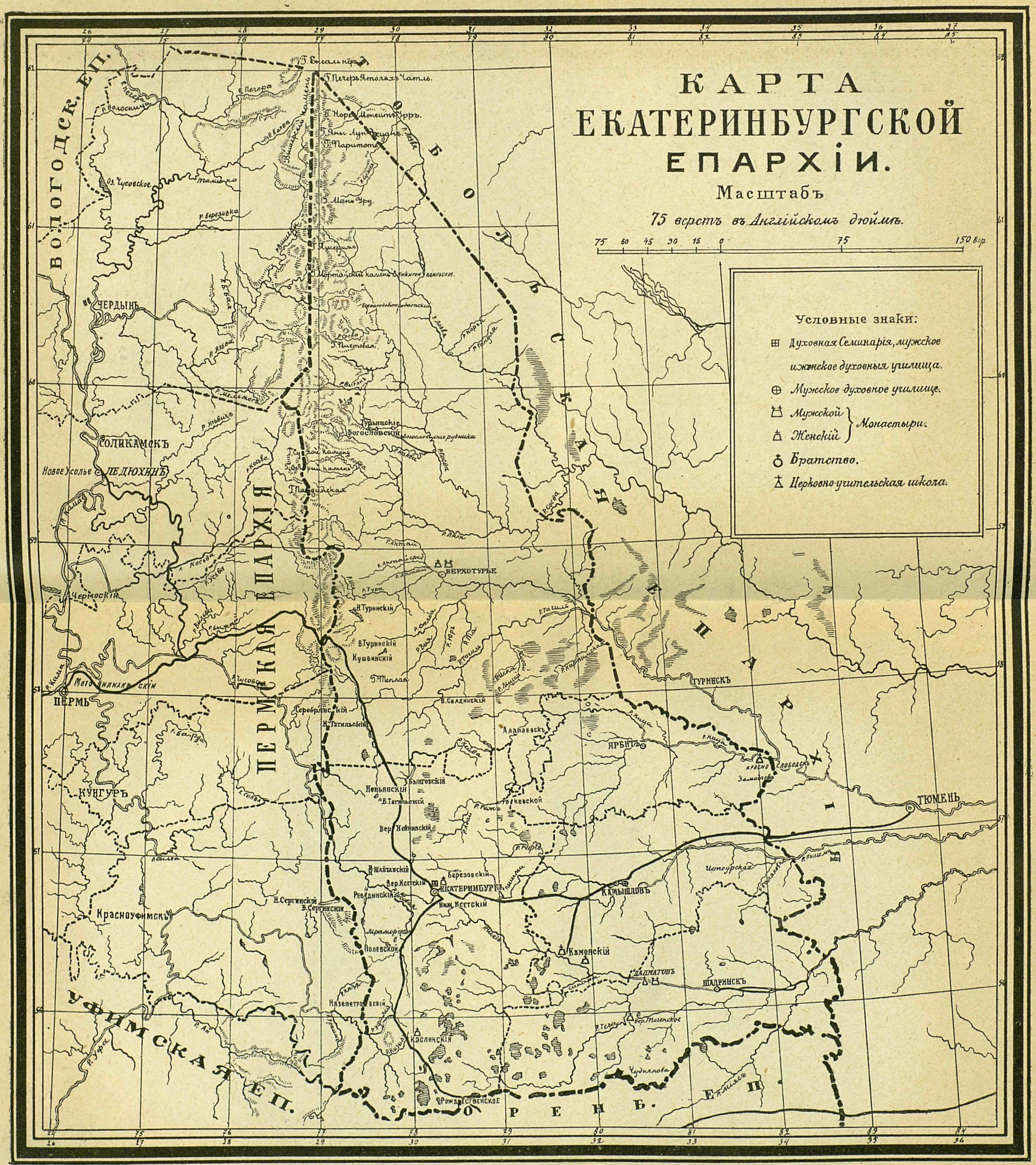
Карта Екатеринбургской епархии

Приходы и церкви Екатеринбургской Епархии — справочник, в которой представлена история сёл и храмов, входящих ранее в Екатеринбургскую епархию, впервые изданный в 1902 году.

## История
По инициативе и под руководством епископа Иринея (Орда), магистра богословия, автора многих трудов, к 1902 году был составлен справочник «Приходы и церкви Екатеринбургской епархии», являющий собой краткое извлечение из церковных летописей. На средства Братства во имя праведного Симеона Верхотурского, основанного в 1886 году в Екатеринбурге, в 1902 году справочник был издан в Екатеринбурге. Одним из главных направлений деятельности братства была противораскольническая и противосектантская миссия.
Настоятели церквей Екатеринбургской епархии были первыми собирателями материала для справочника, и они же представили этот материал. Представители Екатеринбургского городского духовенства, преподаватели епархиального женского и мужского духового училищ, а также местный любитель истории Урала Н. С. Смородинцев окончательно обработали материал, сокращали его, дополняли доставленными приходскими священниками сведениями из различных печатных источников. Редактором справочника выступил смотритель духовного училища священник Г. А. Усольцев.

## Рецензии
Управление архивами Свердловской области ГКУСО «ГАСО» указывает, что справочник «Приходы и церкви Екатеринбургской епархии» содержит описание приходов и церквей Екатеринбургского, Верхотурского, Ирбитского, Камышловского, Шадринского уездов Пермской губернии. В справочнике имеются данные о самих церковных учреждениях, о территории, на которой они располагались, близлежащих населённых пунктах (города, сёла, деревни, заводы) и местных жителях. В метрических книгах отдельных храмов можно установить факты рождения, бракосочетания и смерти местных жителей, посещавших до этого отдалённые храмы. Приложенный к содержанию книги указатель позволяет уточнить географические рамки поиска архивных документов, ориентируясь по названиям населённых пунктов или географических объектов.

## Содержание
Книга включает в себя:
- Предисловие
- Исторические сведения об Екатеринбургской епархии
- Приходы и церкви г. Екатеринбурга
- Приходы и церкви В.- Исетского завода

- Арамильское село
- Березовский завод
- Бобровское село
- Косулинское село
- Нижне-Исетский завод
- Пышминский завод
- Село Уктус
- Чердынцевское село
- Село Шарташ

- 2-го «»

- Билимбаевский завод
- Васильево-Шайтанский завод
- Гробовское село
- Нижнее село
- Ново-Алексеевское село
- Ревдинский завод
- Уткинский завод
- Уткинская слобода

- 3-го «»

- Аромашковское село
- Аятское село
- Быньговский завод
- Верхне-Тагильский завод
- Верхнейвинский завод
- Глинское село
- Кайгородское село
- Кипринское село
- Клевакинское село
- Коневское село
- Леневское село
- Село Липовское
- Мостовское село
- Невьянский завод
- Останинское село
- Режевской завод
- Черемисское село
- Шайдурихинское село
- Шайтанское село
- Шуралинский завод

- 4-го «»

- Верхне-Уфалейский завод
- Горнощитское село
- Кунгурское село
- Кургановское село
- Ларинское село
- Нижне-Уфалейский завод
- Никольское село
- Ново-Ипатовское село
- Мраморский завод
- Полдневское село
- Полевский завод
- Сысертский завод
- Северский завод
- Седельниковское село
- Тиминское село
- Щелкунское село

- 5-го «»

- Абрамовское село
- Аверинское село
- Больше-Брусянское село
- Бруснятское село
- Белоярское село
- Истокское село
- Камышевское село
- Кисловское село
- Костоусовское село
- Кочневское село
- Логиновское село
- Мало-Брусянское село
- Маминское село
- Мезенское село
- Покровское село
- Сосновское село
- Смолинское село
- Темновское село
- Хромцовское село

- 6-го «»

- Багарякское село
- Боевское село
- Булзинское село
- Верх-Теченское село
- Воскресенское село
- Гаевское село
- Губернское село
- Кабанское село
- Карабольское село
- Каслинский завод
- Коневское село
- Кузнецкое село
- Куяшское село
- Кыштымский завод
- Нижне-Кыштымский завод
- Огневское село
- Полдневское село
- Тюбукское село
- Юшковское село

- г. Верхотурье и его церкви

- 1-го благочиннического округа

- Село Дерябинское
- Кошайское село
- Красногорское село
- Меркушинское село
- Новотуринское село
- Отрадновское село
- Пийское село
- Романовское село
- Салдинское село
- Сосвинский завод
- Титовское село

- 2-го «»

- Алапаевск
- Аромашевское село
- Болотовское село
- Борисовское село
- Верхне-Синячихинский завод
- Кишкинское село
- Комаровское село
- Коптеловское село
- Мелкозеровское село
- Мироновское село
- Мугайское село
- Невьянское Экономическое село
- Нейво-Шайтанский завод
- Нижне-Синячихинский завод
- Тагильская слобода
- Шипицинское село
- Фоминское село

- 3-го «»

- Верхне-Баранчинский завод
- Верхне-Туринский завод
- Висимо-Уткинский завод
- Висимо-Шайтанский завод
- Воскресенское село
- Кушвинский завод
- Лайский завод
- Нижне-Баранчинский завод
- Нижне-Тагильский завод
- Нижне-Туринский завод
- Николаевское исправительное арестантское отделение
- Николае-Павловское село
- Черноисточинский завод

- 4-го «»

- Башкарское село
- Бродовское село
- Верхне-Салдинский завод
- Краснопольское село
- Медведевское село
- Мурзинское село
- Нижне-Салдинский завод
- Никольское село
- Ново-Паньшинское село
- Петрокаменский завод

- 5-го «»

- Богословский завод
- Всеволодо-Благодатское село
- Ивановское село
- Коптяковское село
- Лялинское село
- Надеждинский завод
- Никито-Ивдельское село
- Николае-Павдинский завод
- Петропавловское село
- Селение Турьинские Рудники

- г. Ирбит и его церкви

- 1-го благочиннического округа

- Березовское село
- Белослудское село
- Волковское село
- Зайковское село
- Килачевское село
- Киргинское село
- Ключевское село
- Крутихинское село
- Подволощинское село
- Пьянковское село
- Скородумское село
- Стриганское село
- Харловское село
- Черновское село
- Чубаровское село

- 2-го благочиннического округа

- Баженовское село
- Байкаловское село
- Бобровское село
- Боровиковское село
- Яланское село
- Гуляевское село
- Иленское село
- Краснослободское село
- Микшинское село
- Чурманское село
- Шадринское село

- 3-го благочиннического округа

- Антоновское село
- Бичурское село
- Голубковское село
- Егоршинское село
- Ирбитский завод
- Костинское село
- Мостовское село
- Невьянская слобода
- Ницинская слобода
- Осинцевское село
- Писанское село
- Покровское село
- Шогрышское село
- Шмаковское село
- Ялунинское село
- Ярославское село

- г. Камышлов и его церкви

- 1-го благочиннического округа

- Волковское село
- Володинское село
- Галкинское село
- Гарашинское село
- Закамышловское село
- Захаровское село
- Ильинское село
- Квашнинское село
- Мартыновское село
- Новое село
- Никольское село
- Реутинское село
- Скатинское село
- Тамакульское село
- Темновское село
- Четкаринское село
- Щилкинское село

- 2-го благочиннического округа

- Барабановское село
- Волковское село
- Зотинское село
- Каменский завод
- Колчеданское село
- Клевакинское село
- Некрасовское село
- Рыбниковское село
- Травянское село
- Тыгишское село
- Черемховское село
- Шаблишское село
- Щербаковское село

- 3-го благочиннического округа

- Грязновское село
- Знаменское село
- Ирбитско-Вершинское село
- Калиновское село
- Каменно-Озерское село
- Кашинское село
- Кочневское село
- Куликовское село
- Курьинское село
- Новопышминское село
- Поварненское село
- Прокопьевское село
- Сухоложское село
- Таушканское село
- Троицкое село
- Филатовское село
- Чернокоровское село

- 4-го благочиннического округа

- Балаирское село
- Беляковское село
- Вновь-Юрмыцкое село
- Горбуновское село
- Ертарский завод
- Завьяловское село
- Красноярское село
- Куровское село
- Куяровское село
- Москвинское село
- Пышминское село
- Совинское село
- Талицкий завод
- Талицкое село
- Уецкое село
- Юрмыцкое село

- 5-го благочиннического округа

- Боровское село
- Верх-Ключевское село
- Зырянское село
- Катайское село
- Катайско-Троицкое село
- Катайско-Ильинское село
- Корюковское село
- Крестовское село
- Мясниковское село
- Никитинское село
- Пироговское село
- Синарское село
- Ушаковское село
- Шутинское село

- г. Шадринск и его церкви

- 1-го благочиннического округа

- Барневское село
- Белоярское село
- Водениковское село
- Замараевское село
- Иванищевское село
- Канашинское село
- Кокоринское село
- Красномысское село
- Крестовское село
- Крутихинское село
- Маслянское село
- Могильское село
- Нижне-Ярское село
- Новоторжское село
- Полевское село
- Сухринское село
- Ячменевское село

- 2-го благочиннического округа

- Бакланское село
- Батуринское село
- Деминское село
- Жарниковское село
- Житниковское село
- Изъедугинское село
- Кабанское село
- Каргапольское село
- Кондинское село
- Макаровское село
- Мингалевское село
- Мехонское село
- Неонилинское село
- Ново-Песковское село
- Осиновское село
- Песчано-Таволжанское село
- Сладчанское село
- Соровское село
- Усть-Миасское село
- Шайтанское село

- 3-го благочиннического округа

- Басмановское село
- Беркутское село
- Буткинское село
- Верхне-Ярское село
- Вознесенское село
- Далматовское село
- Дрянновское село
- Ирюмское село
- Ичкинское село
- Катарацкое село
- Кривское село
- Ольховское село
- Смолинское село
- Тропинское село
- Топорищевское село
- Широковское село

- 4-го благочиннического округа

- Биликульское село
- Бродокалмацкое село
- Верхне-Апостольское село
- Галкинское село
- Лебяжское село
- Лобановское село
- Ново-Николаевское село
- Песчанское село
- Прошкинское село
- Сугоякское село
- Теренкульское село
- Теченское село

- 5-го благочиннического округа

- Село Балинское
- Село Бугаевское
- Верхтеченское село
- Село Ключевское
- Новопетропавловское село
- Першинское село
- Песковское село
- Песчано-Колядинское село
- Петропавловская слобода
- Уксянское село
- Село Улугушское

- Краткий очерк возникновения и распространения единоверия в пределах Екатеринбургского епархии

- г. Екатеринбурга
- Екатеринбургского уезда
- Верхотурского уезда
- г. Шадринска и его уезда
- Алфавитный указатель географических названий встречающих в книге